# Qiaoxi (ort i Kina, Sichuan Sheng, lat 32,09, long 106,20)
Qiaoxi (kinesiska: 桥溪) är en ort i Kina. Den ligger i provinsen Sichuan, i den sydvästra delen av landet, omkring 260 kilometer nordost om provinshuvudstaden Chengdu. Antalet invånare är 7 042. Befolkningen består av 3 511 kvinnor och 3 531 män. Barn under 15 år utgör 16,0 %, vuxna 15-64 år 69 %, och äldre över 65 år 14,0 %.
Runt Qiaoxi är det tätbefolkat, med 343 invånare per kvadratkilometer. Närmaste större samhälle är Jiachuan, 13,1 km norr om Qiaoxi. I omgivningarna runt Qiaoxi växer i huvudsak blandskog.
Genomsnittlig årsnederbörd är 1 312 millimeter. Den regnigaste månaden är juli, med i genomsnitt 346 mm nederbörd, och den torraste är december, med 2 mm nederbörd.